# Hans Calmeyer
Hans-Georg Calmeyer (Osnabrück, 23 juni 1903 – aldaar, 3 september 1972) was een Duits jurist die tijdens de Tweede Wereldoorlog als ambtenaar in Nederland werkte. Hij heeft tussen februari 1941 en september 1944 naar schatting ongeveer 3700 mensen het leven gered door bezwaarschriften goed te keuren, waarin ze aangaven geen Jood te zijn.
Begin maart 1941 werd Calmeyer benoemd tot hoofd van de Entscheidungsstelle van de Abteilung (afdeling) Innere Verwaltung in het bezette Nederland, waar Joden zich sinds januari 1941 moesten laten registreren. Het bleek mogelijk verzoekschriften vanwege twijfel aan joodse afstamming in te dienen bij Calmeyers bureau. Hij was belast met de behandeling van deze verzoeken om herziening van de registratie als Jood. Vooral na het begin van de deportaties werden steeds meer aanvragen ingediend, vergezeld van veelal gefingeerde bewijsstukken, om de registratie als 'voljood' te veranderen in niet-jood, 'halfjood' of 'kwartjood'. Daarmee ontstond de zogenaamde Calmeyer-lijst. Hij was vaak bereid bij twijfel aan de afstamming een vrijstelling te verlenen.
Dat bracht hem volgens dr. L. de Jong, in diens werk over de Tweede Wereldoorlog, gaandeweg steeds vaker in conflict met andere Duitse organisaties in Nederland. Niettemin bleef Calmeyer volharden in het accepteren van allerlei ontlastende documenten, die vaak werden aangedragen door advocaten, zoals de Amsterdamse mr. A.N. (Nino) Kotting in samenwerking met de op zijn bureau werkzame advocaat Jaap van Proosdij en de Haagse advocaat mr. IJ.H.M. (Martien) Nijgh. Ook onderschreef Calmeyer de rapportage van antropoloog Arie de Froe, die daarmee 'aantoonde' dat Portugese Joden geen Joden zouden zijn. Volgens De Jong besefte Calmeyer al doende dat veel herzieningsverzoeken op vervalsingen berustten, maar bleef hij zich ervoor inzetten.
Van de in totaal 5667 verzoeken, die bij Calmeyer werden ingediend, nam hij in 3709 gevallen een positieve beslissing, die tot uitstel en uiteindelijk afstel van deportatie leidde. Dit was levensreddend, want wegvoering van Joden uit Nederland naar de concentratie- en vernietigingskampen in Duitsland en Polen betekende gemiddeld in 96 van de 100 gevallen de dood. De andere 1958 verzoeken wees hij af.
Na de oorlog werd hij door de geallieerden in Scheveningen gevangengehouden van mei 1945 tot september 1946. Daarna vestigde hij zich weer in Osnabrück in Duitsland.
In 1972 overleed Calmeyer op 69-jarige leeftijd aan een hartaanval. In 1974 kreeg zijn levensverhaal hernieuwde aandacht in De Jongs Het Koninkrijk der Nederlanden in de Tweede Wereldoorlog; Calmeyer kreeg in 1992 postuum een Yad Vashem-onderscheiding. De advocaten Nijgh (1992), Van Proosdij (1997) en Kotting (2006) kregen diezelfde onderscheiding. Desalniettemin bleef Calmeyers reputatie omstreden. Toen zijn woonplaats Osnabrück in 2020 een museum naar hem wilde vernoemen, richtten 200 prominente een bezwaarschrift aan bondskanselier Merkel, dat op 28 mei door de oud-journalist Hans Knoop op de ambassade werd overhandigd.